# Arthur John Newman Tremearne
Arthur John Newman Tremearne (1877 - 25 septembre 1915) est un avocat britannique, major (compagnie « D ». 1er/22e bataillon, London Regiment (en) attaché au 8e bataillon Seaforth Highlanders ), anthropologue et ethnographe.
Il est lieutenant pendant la Seconde guerre des Boers, mais est renvoyé en Angleterre le 1er juin 1900. Il est radié des effectifs de campagne lorsqu'il rejoint la Force de campagne Ashanti.
Il épouse Mary Louisa Tremearne, de Blackheath, Londres, en 1905. Il est diacre maçonnique dans la loge du Royal Colonial Institute n° 3556 EC.
Il meurt en 1915 à la bataille de Loos, pendant la Première Guerre mondiale.

## Publications
- The tailed head-hunters of Nigeria: an account of an official's seven years experiences in the Northern Nigerian Pagan Belt; and a description of the manners, habits, and customs of the native tribes. Londres (1912)
- Hausa superstitions and customs: an introduction to the Folk-Lore and the Folk. Londres (1913). Lire en ligne sous PDF (62 Mo) ou sur Internet Archive.
- Some Austral-African notes and anecdotes. John Bale Sons & Danielsson, Londres (1913)
- The Ban of the Bori. Demons and demon-dancing in West and North-Africa. Londres (1914). Lire en ligne sur Internet Archive.
- Chapitre de Die Sitten der Völker de Georg Buschan . Bd. 2, Union Deutsche Verlagsges., Stuttgart vers 1920